# Xã Cooper, Michigan
Xã Cooper (tiếng Anh: Cooper Township) là một xã thuộc quận Kalamazoo, tiểu bang Michigan, Hoa Kỳ. Năm 2010, dân số của xã này là 10.111 người.